# Câncer vulvar
O câncer vulvar (português brasileiro) ou cancro vulvar (português europeu) é uma neoplasia maligna que acomete geralmente os grandes lábios e os pequenos lábios vulvares. Ocorre predominantemente em mulheres de 65 a 70 anos. Apresenta-se geralmente como uma úlcera exofítica ou placa hiperqueratósica.

## Tipos
Aproximadamente 90% dos cânceres em vulva são carcinomas de células escamosas, um tipo comum de câncer de pele. Carcinoma in situ é uma lesão precursora do cancro de células escamosas, que não invade através da membrana basal. Embora este tipo de lesão é mais comum com a idade avançada, mulheres jovens com fatores de risco também podem ser afetados. Fáceis de tratar, de crescimento lento e pouco invasor, raramente causam problemas.
O melanoma é o segundo tipo mais comum de câncer vulvar, representando 8% dos casos. Estas neoplasias surgem nos melanócitos, as células que dão cor da pele e são mais comuns em mulheres brancas de 50 a 80 anos de idade. São tratados como um melanoma de pele comum.
Menos frequentemente (2%) o câncer pode ser um adenocarcinoma que aparece nas glândulas de Bartholin como um nódulo doloroso. Raramente (menos de 1%) é do tipo sarcoma.

## Causas
Suas causas são desconhecidas, mas é visível uma predisposição genética e 40% estão associados com os tipos cancerígenos de HPV (16, 18 ou 31). Frequentemente começa como uma neoplasia intraepitelial vulvar (VIN) que em 80% está associado ao HPV.

## Diagnóstico
Para diagnóstico desse câncer é realizado avaliação visual médica e biópsia vulvar.